# Wikipédia em português
A Wikipédia em português, Wikipédia em língua portuguesa ou Wikipédia lusófona é a versão em língua portuguesa da Wikipédia, a enciclopédia de licença livre. A palavra "lusófona" refere-se a um país ou povo que tem como língua oficial o português. 
Além de ser o sétimo site mais acessado do mundo, a Wikipédia é o décimo quarto mais acessado de Portugal, e o décimo nono mais acessado do Brasil.

## História
A Wikipédia em português foi a terceira edição da Wikipédia a ser criada, simultaneamente com outras línguas. Iniciou suas atividades em 11 de maio de 2001, tendo alcançado a marca de cem mil artigos em 26 de janeiro de 2006. Seu primeiro editor foi João Mário Rodrigues Miranda, engenheiro químico português, nascido em Moçambique.
A partir do final de 2004, sua edição cresceu rapidamente. Durante o mês de maio de 2005, ultrapassou o número de artigos das edições em espanhol e em italiano. Comparando-se com a posição atual, em maio de 2004 era apenas a décima sétima Wikipédia em número de artigos.
Em outubro de 2007, a Wikipédia lusófona ultrapassou a marca dos 300 mil artigos. Em junho de 2008 ultrapassou a marca dos 400 mil artigos, e em 13 de agosto de 2009 ultrapassou a marca dos 500 mil artigos.
Em 31 de agosto de 2010 foi liberado o carregamento de imagens com direitos de autor sobre determinadas condições, desde que nenhuma alternativa livre esteja disponível.
Em agosto de 2025, a Wikipédia lusófona ocupava a décima-oitava posição em número de artigos, contando neste momento com 1 152 592 artigos. Foi ultrapassada pela Wikipédia em espanhol em 5 de julho de 2009, pela Wikipédia em russo em 23 de fevereiro de 2011, pela Wikipédia em sueco em fevereiro de 2013, pela Wikipédia em vietnamita em junho de 2013, pela Wikipédia em samarês e em cebuano em setembro de 2013, e pela Wikipédia em chinês em fevereiro de 2018.
A 4 de outubro de 2020, a Wikipédia lusófona aprovou a restrição de edição de verbetes a editores registados, com o objetivo principal de prevenir o vandalismo, tornando-se a primeira Wikipédia a aplicar essa restrição.

### Cronologia

Gráfico dos números de verbetes criados entre 2001 e 2024.

- 11 de maio de 2001: criação da Wikipédia em português.[1][12]
- 22 de maio de 2001: primeiro usuário lusófono, chamado João Miranda, cadastra-se para editar na Wikipédia em português.[13]
- 1.º de março de 2003: 1 000 artigos.[14]
- 1.º de fevereiro de 2004: 1 500 artigos.[15]
- 22 de abril de 2004: 5 000 artigos.[15]
- 9 de julho de 2004: 10 000 artigos.[5][15]
- 21 de maio de 2005: 50 000 artigos.[16]
- 26 de janeiro de 2006: 100 000 artigos.[5][17]
- 23 de junho de 2006: 150 000 artigos.[17]
- 29 de novembro de 2006: 200 000 artigos.[17]
- 8 de abril de 2007: 250 000 artigos.[18]
- 10 de outubro de 2007: 300 000 artigos.[18]
- 31 de dezembro de 2007: 350 000 artigos.[18]
- 22 de junho de 2008: 400 000 artigos.[19]
- 6 de dezembro 2008: 450 000 artigos.[19]
- 12 de agosto de 2009: 500 000 artigos.[20]
- 6 de março de 2010: 550 000 artigos.[21]
- 17 de agosto de 2010: 600 000 artigos.[21]
- 22 de maio de 2011: 685 000 artigos.
- 8 de outubro de 2011: 700 000 artigos.[22]
- 15 de agosto de 2012: 750 000 artigos.
- 2 de outubro de 2013: 800 000 artigos.
- 21 de novembro de 2014: 850 000 artigos.
- 27 de dezembro de 2015: 900 000 artigos.
- 21 de dezembro de 2016: 950 000 artigos.
- 26 de junho de 2018: 1 000 000 artigos.[23]
- 31 de janeiro de 2023: 1 100 000 artigos.
- 6 de julho de 2025: 1 150 000 artigos.

## Características
De acordo com dados atualizados de 2025, a Wikipédia em português:
- É a décima-oitava maior Wikipédia por número de artigos, com 1 152 592 artigos;
- Tem 51 administradores;
- Contém 3 268 000 usuários registrados, dos quais 7 842 são ativos;
- Já foi editada 70 500 780 vezes.
- Os editores são maioritariamente homens (87,2%) e brasileiros (78%), seguidos pelos portugueses (21,7%). Na maior parte dos casos são estudantes (32,3%) ou professores (11,9%).[24]

### Língua portuguesa

Países onde a Wikipédia em português é a versão mais popular da Wikipédia são destacados em roxo.

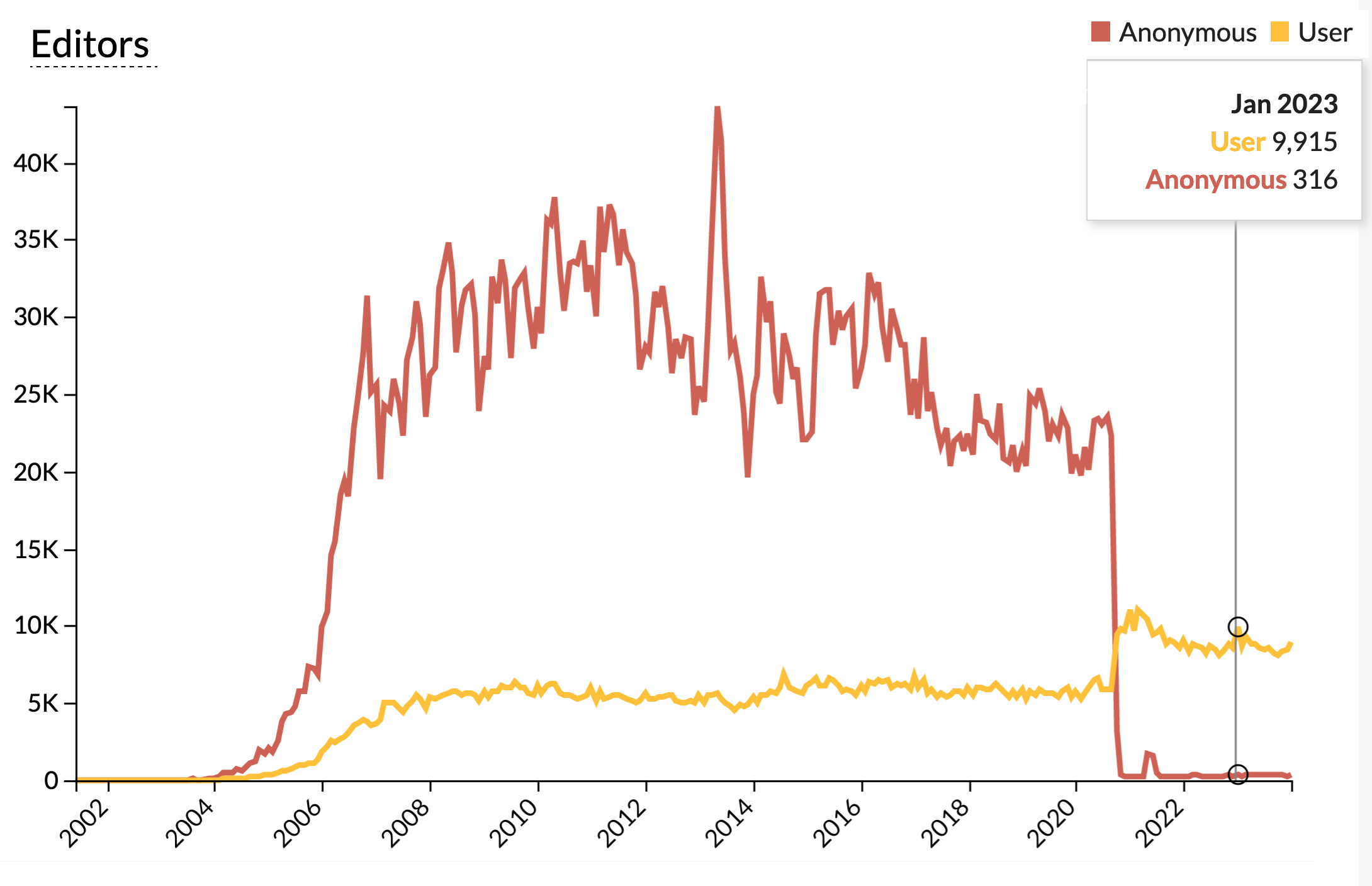
Gráfico do número de wikipedistas por mês na Wikipédia portuguesa.

A Wikipédia de língua portuguesa abrange os falantes dos diversos países e territórios lusófonos (Angola, Brasil, Cabo Verde, Guiné-Bissau, Macau, Moçambique, Portugal, São Tomé e Príncipe e Timor-Leste), pelo que os artigos podem conter pequenas variações. Situação idêntica ocorre, também, nas outras Wikipédias de línguas de difusão universal, como são as versões nas línguas inglesa e espanhola. De forma a facilitar a coexistência das diferentes versões da língua, bem como melhorar a compreensão dos artigos, na Wikipédia em português devem ser observadas determinadas regras:
- Os artigos devem respeitar as normas do português culto e formal. Veja: O que é um artigo em destaque?
  - Em 2021, a comunidade da Wikipédia lusófona chegou em um consenso sobre como escrever biografias de pessoas que se identificam como transgêneras ou do gênero não binário.[25]
- Devem-se evitar os regionalismos, africanismos, brasileirismos ou lusismos que possam constituir obstáculo à compreensão do texto por parte de um falante de português de outra região ou país. Veja: Como resolver problemas linguísticos;
- Cada artigo deve apresentar uma ortografia tão homogênea quanto possível;
- Os artigos com uma forte afinidade a um dado país lusófono devem ser redigidos na variante da língua em uso nesse país. Exemplos: Kwanza, em português angolano; Amazônia em português brasileiro; Implantação da República Portuguesa em português europeu; etc. Veja: Artigos com forte afinidade a certos países lusófonos.

Desde janeiro de 2009, a Wikipédia lusófona privilegia o uso das regras ortográficas resultantes do Acordo Ortográfico de 1990, firmado pelos vários países que têm o português como língua oficial, e que tem por objetivo criar uma ortografia unificada para o idioma. As regras do Acordo Ortográfico de 1945, continuam a ser aceitas na Wikipédia de língua portuguesa e o Formulário Ortográfico de 1943 não é considerado ortografia oficial, sendo que artigos escritos com as regras exclusivas do Formulário poderão ser modificados para se adequar ao Acordo Ortográfico de 1990. Veja: Regras ortográficas na Wikipédia.

## Controvérsias

### Divisão entre variantes lusófonas
Em 2005, houve uma proposta para dividir a Wikipédia lusófona e criar uma versão em português brasileiro, porém a comunidade ligada à Wikimedia votou e a proposição não teve o próprio aceite. A Wikipédia em português brasileiro foi criada em 3 de agosto de 2007 e, posteriormente, foi abandonada pelos usuários brasileiros.
Dois anos depois da solicitação da Wikipédia brasileira, em 2007, foi feita uma proposta para novamente dividir a Wikipédia lusófona, mas dessa vez para criar uma versão em português europeu e, como na ocasião anterior, essa sugestão foi recusada.

### Desestímulo
Em 2007, Alex Hubner, editor da Wikipédia em português, em um artigo de opinião publicado na plataforma Webinsider apontou a atuação de parte do corpo administrativo como problemática, alegando existir um comportamento "hostil" em relação a usuários anônimos e contas recém-criadas, o que desencorajaria a adesão de novos editores ao projeto.

### Acusações de 'aparelhamento'
Em agosto de 2012, o ministro do Supremo Tribunal Federal do Brasil, Gilmar Mendes, acusou a Wikipédia em português de ser "partidária e muito aparelhada". Segundo ele, seu artigo estava sendo alvo de "ataque ideológico" e que, por ser uma enciclopédia, o verbete deveria ser apenas informativo sobre o biografado, sem absorver avaliações de terceiros ou denúncias jornalísticas. Essa crítica foi motivada após a reação ao ver o artigo sobre ele com denúncias da revista CartaCapital, que Gilmar Mendes contesta judicialmente.
Em um vídeo postado em sua página oficial no Facebook em junho de 2018, o político brasileiro Levy Fidelix criticou a Wikipédia por desaprovar o conteúdo presente no verbete sobre a sua biografia. Ele afirmou que a enciclopédia deveria ser "proibida pelas leis nacionais" e que os editores voluntários que contribuem para o projeto são "canalhas, bandidos e fakes". Segundo ele, sua biografia inclui versões "falsas" sobre o processo judicial movido contra ele por discriminação de gênero. "Na segunda (ação), eu ganhei, e a Wikipedia não botou lá". Todavia, a informação que Fidelix alega estar faltando na página está presente no texto do verbete desde o dia 21 de fevereiro de 2017, mesmo mês da publicação da decisão de segunda instância.
A 25 de março de 2022, a Associação Brasileira de Imprensa (ABI), em nota assinada pelo seu presidente, o jornalista Paulo Jerônimo, condenou a "Wikipédia Brasil" (sic) por classificar como fontes não confiáveis de informação os portais Brasil 247, Diário do Centro do Mundo e Fórum, que classificou de "portais progressistas", solidarizando-se com esses portais. Segundo a ABI, essa decisão seria um ataque à liberdade de informação, e à "importância da diversidade de pontos de vista num regime democrático", que considerou de especial importância no Brasil.
Na sequência das mesmas classificações de falta de fiabilidade pela comunidade wikipedista, a 30 de março do mesmo ano a Federação Nacional dos Jornalistas do Brasil afirmou que "a enciclopédia digital não tem legitimidade para avaliar, julgar e rotular os conteúdos jornalísticos produzidos por qualquer tipo de mídia", devido à falta de clareza dos critérios de avaliação. A organização afirmou ainda que "rotular alguns veículos de mídia como “fonte não confiável” comprova que a Wikipédia continua sendo ela própria uma fonte não confiável".

## Embates jurídicos
| Ano  | Acusador        | Contexto | Desfecho | Fonte(s)                    |
| ---- | --------------- | --- | -------- | --------------------------- |
| 2013 | Solange Gomes   | Solange alegava que um "hacker" teria invadido "sua página" na Wikipédia e alterava sua idade em 10 anos. Ela alega que nasceu no dia 12 de maio de 1974, mas o artigo indicava por vezes a data de 1964. | ?        | UOL Celebridades            |
| 2013 | Marconi Perillo | Perillo queria remover do seu artigo informações de sua biografia que o vinculavam a recebimento de propina; corrupção; envolvimento com o bicheiro Carlinhos Cachoeira; agressão; nepotismo e turma exclusiva para curso de direito.                                                                                                | ?        | O Popular                   |
| 2014 | Daniel Dantas   | Dantas alegou que seu verbete relaciona sua imagem à Operação Satiagraha, da polícia federal, que o acusou de formação de quadrilha, lavagem de dinheiro, evasão de divisas e gestão fraudulenta. De acordo com Dantas, tal relação seria incorreta.                                                                                 | ?        | Revista Exame               |
| 2014 | Rosanah Fienngo | A cantora Rosana alega que a Wikipédia e o Google estariam divulgando "dados ofensivos à sua honra em falsa biografia". O artigo de Rosana na Wikipédia em português trazia uma nota detalhada a respeito da controvérsia em torno de sua real idade, cujo conteúdo ainda é disponibilizado pelo Wayback Machine através deste link. | ?        | TJ-RJ: Consulta do processo |